# Ołeh Kałasznikow
Ołeh Iwanowycz Kałasznikow (ukr. Олег Іванович Калашніков; ur. 1962 w Równem, zm. 15 kwietnia 2015 w Kijowie) – ukraiński polityk narodowości rosyjskiej, poseł do Rady Najwyższej Ukrainy V kadencji.

## Życiorys
Był działaczem Partii Regionów związanej z prezydentem Ukrainy Wiktorem Janukowyczem. W 2006 roku został wybrany posłem do Rady Najwyższej Ukrainy V kadencji. 
Został zastrzelony 15 kwietnia 2015 w Kijowie.